# Exocentrus aethiopiensis
Exocentrus aethiopiensis là một loài bọ cánh cứng trong họ Cerambycidae.